# Хусейн, Осман
Осман Хусейн (араб. عثمان حسين‎; род. 1951) — суданский политик. Исполняющий обязанности премьер-министра Судана с 19 января 2022 по 30 апреля 2025 года, после отставки Абдаллы Хамдука 2 января 2022 года. Он был генеральным секретарём канцелярии премьер-министра правительства Судана с 13 марта 2019 по 19 января 2022 года.

## Карьера

### Премьер-министр Судана
Осман был назначен на пост премьер-министра 19 января 2022 года фактическим главой государства генералом Абдель Фаттахом аль-Бурханом, заменив Абдаллу Хамдука, который ушёл в отставку 2 января из-за своей неспособности остановить протесты которые продолжались с 2019 года, и сформировать гражданское правительство.